# Équipe de France de football à la Coupe du monde 2002
L'équipe de France de football à la Coupe du monde 2002 est la délégation représentant la France à cette compétition.
Présenté comme favorite de la compétition, la sélection française qui reste sur son doublé Coupe du monde 1998-Euro 2000, est orpheline de son meneur de jeu Zidane convalescent et passe totalement au travers de la compétition : en commençant par une défaite 1-0 face au Sénégal lors du match d'ouverture du tournoi, elle quitte le sol asiatique au terme du premier tour, sans victoire et sans avoir inscrit le moindre but en trois matchs.

## Matchs de préparation
| Date        | Ville       | Domicile     | Résultat | Extérieur |
| ----------- | ----------- | ------------ | -------- | --------- |
| 18 mai 2002 | Saint-Denis | France       | 1 - 2    | Belgique  |
| 26 mai 2002 | Suwon       | Corée du Sud | 2 - 3    | France    |

## Coupe du monde

### Premier tour (groupe A)

#### France - Sénégal
Sans leur meneur de jeu Zidane, les Bleus ne réussissent pas à avoir le même rayonnement. Il est remplacé par Djorkaeff. Malin, Bruno Metsu décide de muscler son milieu de terrain en laissant El-Hadji Diouf seul devant. Manquant d'énergie, abandonnant la simplicité tactique à son adversaire africain mais surtout ne parvenant pas à se montrer réaliste avec une transversale d'Henry et deux poteaux de Trezeguet, l'équipe de France s'expose aux rares excursions sénégalaises dans son camp. Des contres épisodiques mais souvent tranchants car, une fois passé le rideau du duo Petit-Vieira pas encore en jambes, les attaquants sénégalais harcèlent une défense tricolore aux abois. À la 30e minute de jeu, un débordement et un centre de El-Hadji Diouf voit Papa Bouba Diop devancer les défenseurs bleus et battre Fabien Barthez de près, ouvrant le score pour le Sénégal. Pour pallier les difficultés du duo Desailly-Lebœuf, les latéraux Thuram et Lizarazu n'osent plus monter créer le surnombre et soutenir les attaques. Le sursaut français de la seconde période est contenu par Tony Sylva, héroïque dans le but.
| 31 mai 2002 Match d'ouverture | France    | 0 - 1   | Sénégal             | Seoul World Cup Stadium, Séoul               |                                              |
| 20:30                         |           | (0 - 1) | Papa Bouba Diop 30e | Spectateurs : 62 561 Arbitrage : Ali Bujsaim | Spectateurs : 62 561 Arbitrage : Ali Bujsaim |
| 20:30                         | (Rapport) |         |                     | Spectateurs : 62 561 Arbitrage : Ali Bujsaim | Spectateurs : 62 561 Arbitrage : Ali Bujsaim |

| FRANCE :        |    |                    |       |     |
|                 |    |                    |       |     |
| G               | 16 | Fabien Barthez     |       |     |
| ArD             | 15 | Lilian Thuram      |       |     |
| DC              | 18 | Frank Lebœuf       |       |     |
| DC              | 8  | Marcel Desailly    |       |     |
| ArG             | 3  | Bixente Lizarazu   |       |     |
| MDf             | 4  | Patrick Vieira     |       |     |
| MDf             | 17 | Emmanuel Petit     | 45+2e |     |
| AD              | 11 | Sylvain Wiltord    |       | 81e |
| MOf             | 6  | Youri Djorkaeff    |       | 60e |
| AG              | 12 | Thierry Henry      |       |     |
| A               | 20 | David Trezeguet    |       |     |
| Remplacements : |    |                    |       |     |
| A               | 21 | Christophe Dugarry |       | 60e |
| A               | 9  | Djibril Cissé      |       | 81e |
| Sélectionneur : |    |                    |       |     |
| Roger Lemerre   |    |                    |       |     |

| SENEGAL :       |    |                  |
|                 |    |                  |
| G               | 1  | Tony Sylva       |
| ArD             | 17 | Ferdinand Coly   |
| DC              | 13 | Lamine Diatta    |
| DC              | 4  | Pape Malick Diop |
| ArG             | 2  | Omar Daf         |
| MDf             | 6  | Aliou Cissé      |
| MD              | 14 | Moussa N'Diaye   |
| M               | 19 | Papa Bouba Diop  |
| M               | 15 | Salif Diao       |
| MG              | 10 | Khalilou Fadiga  |
| A               | 11 | El-Hadji Diouf   |
| Sélectionneur : |    |                  |
| Bruno Metsu     |    |                  |

| Arbitres assistants : Ali Al Traifi Jorge Rattalino Quatrième arbitre : Felipe Ramos Homme du match : El-Hadji Diouf |

#### France - Uruguay
Djorkaeff blessé, c'est Micoud qui prend le poste de meneur de jeu pour ce second match en l'absence de Zidane, seul changement par rapport au premier match. Lebœuf se blesse au bout de quinze minutes. Puis Henry, seul joueur à mettre de la vitesse du côté français, est exclu sur un tacle à retardement à la 25e minute. Sur un coup franc, Petit touche le troisième poteau en deux matchs avant de recevoir le second carton jaune de sa compétition le privant du troisième match de poule. En fin de rencontre, la jambe de Montero stoppe une frappe de son coéquipier turinois Trezeguet puis celle du gardien Carini sort une tentative de Wiltord. À l'ultime seconde, Barthez, élu homme du match, remporte un dernier duel en un contre un face à Magallanes. Son tibia écartant les affres d'une élimination des champions du monde et d'Europe dès le deuxième match. La France se voit également refuser un but de David Trezeguet pour hors-jeu.
| 6 juin 2002 | France    | 0 - 0   | Uruguay | Asiad Main Stadium, Pusan                     |                                               |
| 20:30       |           | (0 - 0) |         | Spectateurs : 38 289 Arbitrage : Felipe Ramos | Spectateurs : 38 289 Arbitrage : Felipe Ramos |
| 20:30       | (Rapport) |         |         | Spectateurs : 38 289 Arbitrage : Felipe Ramos | Spectateurs : 38 289 Arbitrage : Felipe Ramos |

| FRANCE :        |    |                    |       |       |
|                 |    |                    |       |       |
| G               | 16 | Fabien Barthez     |       |       |
| ArD             | 15 | Lilian Thuram      |       |       |
| DC              | 18 | Frank Lebœuf       |       | 16e   |
| DC              | 8  | Marcel Desailly    |       |       |
| ArG             | 3  | Bixente Lizarazu   |       |       |
| MDf             | 4  | Patrick Vieira     |       |       |
| MDf             | 17 | Emmanuel Petit     | 45+2e |       |
| AD              | 11 | Sylvain Wiltord    |       | 90+3e |
| MOf             | 22 | Johan Micoud       |       |       |
| AG              | 12 | Thierry Henry      | 25e   |       |
| A               | 20 | David Trezeguet    |       | 81e   |
| Remplacements : |    |                    |       |       |
| DC              | 2  | Vincent Candela    |       | 16e   |
| A               | 9  | Djibril Cissé      |       | 81e   |
| A               | 21 | Christophe Dugarry |       | 90+3e |
| Sélectionneur : |    |                    |       |       |
| Roger Lemerre   |    |                    |       |       |

| URUGUAY :       |    |                       |       |     |
|                 |    |                       |       |     |
| G               | 1  | Fabián Carini         |       |     |
| ArD             | 3  | Alejandro Lembo       |       |     |
| DC              | 4  | Paolo Montero         |       |     |
| DC              | 14 | Gonzalo Sorondo       |       |     |
| ArG             | 6  | Darío Rodríguez       |       | 73e |
| MD              | 8  | Gustavo Varela        |       |     |
| MC              | 5  | Pablo García          | 11e   |     |
| MG              | 16 | Marcelo Romero        | 45+3e | 71e |
| MOf             | 20 | Álvaro Recoba         |       |     |
| A               | 9  | Darío Silva           | 47e   | 60e |
| A               | 13 | Sebastián Abreu       | 45+2e |     |
| Remplacements : |    |                       |       |     |
| A               | 11 | Federico Magallanes   |       | 60e |
| M               | 22 | Gonzalo de los Santos |       | 71e |
| M               | 7  | Gianni Guigou         |       | 73e |
| Sélectionneur : |    |                       |       |     |
| Víctor Púa      |    |                       |       |     |

| Arbitres assistants : Vladimir Fernandez Curtis Charles Quatrième arbitre : Urs Meier Homme du match : Fabien Barthez |

#### Danemark - France
La France a encore une chance de qualification pour le second tour mais doit inscrire deux buts de plus que son adversaire lors de ce dernier match de poule. Zidane, même diminué, fait son retour dans l'équipe et est élu homme du match. Néanmoins, cela ne suffira pas. Dès le début de la rencontre, les Français ont le ballon et les Danois évoluent en contre. C'est par cette tactique que Rommedahl assomme les Tricolores. À un train de sénateur, les Bleus tentent de répliquer mais balbutient leur football. En début de seconde mi-temps, Desailly place une tête sur la transversale puis Trezeguet trouve encore le poteau. L'entrée de Cissé, par sa percussion, donne l'illusion de sauver la France. Entretemps, le Danemark corse l'addition par son buteur Tomasson. L'entrée de Djorkaeff pour son dernier match international annoncé fait tourner le match en un jubilé.
| 11 juin 2002 | Danemark                     | 2 - 0   | France | Stade Munhak d'Incheon, Incheon                     |                                                     |
| 15:30        | Rommedahl 22e · Tomasson 67e | (1 - 0) |        | Spectateurs : 48 100 Arbitrage : Vítor Melo Pereira | Spectateurs : 48 100 Arbitrage : Vítor Melo Pereira |
| 15:30        | (Rapport)                    |         |        | Spectateurs : 48 100 Arbitrage : Vítor Melo Pereira | Spectateurs : 48 100 Arbitrage : Vítor Melo Pereira |

| DANEMARK :      |    |                   |     |     |
|                 |    |                   |     |     |
| G               | 1  | Thomas Sørensen   |     |     |
| ArD             | 6  | Thomas Helveg     |     |     |
| DC              | 4  | Martin Laursen    |     |     |
| DC              | 3  | Rene Henriksen    |     |     |
| ArG             | 12 | Niclas Jensen     | 71e |     |
| MC              | 2  | Stig Tøfting      |     | 79e |
| MC              | 17 | Christian Poulsen | 27e | 76e |
| MC              | 7  | Thomas Gravesen   |     |     |
| AD              | 19 | Dennis Rommedahl  |     |     |
| AG              | 10 | Martin Jørgensen  |     | 46e |
| A               | 9  | Jon Dahl Tomasson |     |     |
| Remplacements : |    |                   |     |     |
| FW              | 8  | Jesper Grønkjær   |     | 46e |
| DF              | 20 | Kasper Bøgelund   |     | 76e |
| MF              | 23 | Brian Nielsen     |     | 79e |
| Sélectionneur : |    |                   |     |     |
| Morten Olsen    |    |                   |     |     |

| FRANCE :        |    |                    |    |     |
|                 |    |                    |    |     |
| G               | 16 | Fabien Barthez     |    |     |
| ArD             | 2  | Vincent Candela    |    |     |
| DC              | 15 | Lilian Thuram      |    |     |
| DC              | 8  | Marcel Desailly    |    |     |
| ArG             | 3  | Bixente Lizarazu   |    |     |
| MDf             | 4  | Patrick Vieira     |    | 71e |
| MDf             | 7  | Claude Makelele    |    |     |
| AD              | 11 | Sylvain Wiltord    |    | 83e |
| MOf             | 10 | Zinédine Zidane    |    |     |
| AG              | 21 | Christophe Dugarry | 8e | 54e |
| A               | 20 | David Trezeguet    |    |     |
| Remplacements : |    |                    |    |     |
| A               | 9  | Djibril Cissé      |    | 54e |
| M               | 22 | Johan Micoud       |    | 71e |
| A               | 6  | Youri Djorkaeff    |    | 83e |
| Sélectionneur : |    |                    |    |     |
| Roger Lemerre   |    |                    |    |     |

| Arbitres assistants : Carlos Matos Elise Doriri Quatrième arbitre : Ľuboš Micheľ Homme du match : Zinédine Zidane |

#### Classement
| Place | Équipe   | Points | J | G | N | P | Buts + | Buts - | Diff. |
| 1er   | Danemark | 7      | 3 | 2 | 1 | 0 | 5      | 2      | +3    |
| 2e    | Sénégal  | 5      | 3 | 1 | 2 | 0 | 5      | 4      | +1    |
| 3e    | Uruguay  | 2      | 3 | 0 | 2 | 1 | 4      | 5      | -1    |
| 4e    | France   | 1      | 3 | 0 | 1 | 2 | 0      | 3      | -3    |

## Effectif
| Numéro / Nom       | Numéro / Nom         | Club                   | Date de naissance | J.              | Buts            | Rouge           | J/R             | Jaune           |
| Gardiens de but    | Gardiens de but      | Gardiens de but        | Gardiens de but   | Gardiens de but | Gardiens de but | Gardiens de but | Gardiens de but | Gardiens de but |
| ------------------ | -------------------- | ---------------------- | ----------------- | --------------- | --------------- | --------------- | --------------- | --------------- |
| 16                 | Fabien Barthez       | Manchester United      | 28.06.1971        | 3               | 0               | -               | -               | -               |
| 23                 | Grégory Coupet       | Olympique lyonnais     | 31.12.1972        | 0               | 0               | -               | -               | -               |
| 1                  | Ulrich Ramé          | Girondins de Bordeaux  | 19.09.1972        | 0               | 0               | -               | -               | -               |
| Défenseurs         |                      |                        |                   |                 |                 |                 |                 |                 |
| 2                  | Vincent Candela      | AS Rome                | 24.10.1973        | 2               | 0               | -               | -               | -               |
| 5                  | Philippe Christanval | FC Barcelone           | 31.08.1978        | 0               | 0               | -               | -               | -               |
| 8                  | Marcel Desailly      | Chelsea                | 07.09.1968        | 3               | 0               | -               | -               | -               |
| 18                 | Frank Lebœuf         | Olympique de Marseille | 22.01.1968        | 2               | 0               | -               | -               | -               |
| 3                  | Bixente Lizarazu     | Bayern Munich          | 09.12.1969        | 3               | 0               | -               | -               | -               |
| 19                 | Willy Sagnol         | Bayern Munich          | 18.03.1977        | 0               | 0               | -               | -               | -               |
| 13                 | Mikaël Silvestre     | Manchester United      | 09.08.1977        | 0               | 0               | -               | -               | -               |
| 15                 | Lilian Thuram        | Juventus               | 01.01.1972        | 3               | 0               | -               | -               | -               |
| Milieux de terrain |                      |                        |                   |                 |                 |                 |                 |                 |
| 14                 | Alain Boghossian     | Parme FC               | 27.10.1970        | 0               | 0               | -               | -               | -               |
| 7                  | Claude Makelele      | Real Madrid            | 18.02.1973        | 1               | 0               | -               | -               | -               |
| 22                 | Johan Micoud         | Parme FC               | 24.07.1973        | 2               | 0               | -               | -               | -               |
| 17                 | Emmanuel Petit       | Chelsea                | 22.09.1970        | 2               | 0               | -               | -               | 2               |
| 4                  | Patrick Vieira       | Arsenal                | 23.06.1976        | 3               | 0               | -               | -               | -               |
| 10                 | Zinédine Zidane      | Real Madrid            | 23.06.1972        | 1               | 0               | -               | -               | -               |
| Attaquants         |                      |                        |                   |                 |                 |                 |                 |                 |
| 9                  | Djibril Cissé        | AJ Auxerre             | 12.08.1981        | 3               | 0               | -               | -               | -               |
| 6                  | Youri Djorkaeff      | Bolton Wanderers       | 09.03.1968        | 2               | 0               | -               | -               | -               |
| 21                 | Christophe Dugarry   | Girondins de Bordeaux  | 24.03.1972        | 3               | 0               | -               | -               | 1               |
| 12                 | Thierry Henry        | Arsenal                | 17.08.1977        | 2               | 0               | 1               | -               | -               |
| 20                 | David Trezeguet      | Juventus               | 15.10.1977        | 3               | 0               | -               | -               | -               |
| 11                 | Sylvain Wiltord      | Arsenal                | 10.05.1974        | 3               | 0               | -               | -               | -               |
| Sélectionneur      |                      |                        |                   |                 |                 |                 |                 |                 |
|                    | Roger Lemerre        |                        | 18.06.1941        |                 |                 |                 |                 |                 |